# Sapuyes
Sapuyes é um município da Colômbia, localizado no departamento de Nariño.